# Anita (szőlőfajta)
Az Anita egy magyar, hibrid csemegeszőlőfajta. A Rosa menna di vacca és egy ismeretlen fajta keresztezésével állította elő Lubik István 1973-ban Bölcskén.

## Leírása
Tőkéje igen erős növekedésű, sűrű vesszőzetű, hosszú élettartamú. Rügyei termékenyek, de fagyérzékenyek. Meleg és védett fekvésű területeken ajánlatos termeszteni.  
Rövid tenyészidejű. Augusztus végén-szeptember elején érik. Korán fakad és virágzik. Virágai rendszerint jól termékenyülnek, bár a virágzáskori időjárásra érzékeny. Kedvezőtlen, szeles, hűvös, csapadékos időben rosszul termékenyülhet. 
Fürtje nagy (350 gramm), kedvezően tömött, vállas, tetszetős, kocsánya nem törik. Bogyói nagyok, piros-rózsaszín színűek, hamvasak, kellemes ízűek, ropogósak, nem peregnek. Parthenocarpiára (apró zöld bogyók maradnak a fürtben) kissé hajlamos. Bogyói eső hatására repedhetnek. 
Az aszályt jól tűri. Vízigénye mérsékelt. 
Gombás fertőzésekre (peronoszpóra, lisztharmat, orbánc, szürkerodhadás) érzékeny, ezért gondos növényvédelmet igényel. 
Vitális növekedési erélye miatt ajánlott nagy tenyészterületet biztosítani számára. Mély rétegű, jó vízgazdálkodású, tápanyaggal megfelelően ellátott talajokon terem a legjobban. 
Sűrű vesszőzete gondos zöldmunkát kíván. Termesztésénél fontos a  levegős lombsátor kialakítása, így eredményesen mérsékelhető a bogyórothadás. 
Oltásához a gyengébb növekedési erélyű alanyfajták alkalmasak. 
Állami minősítést 1993-ban kapott, nagyüzemben nem terjedt el, főként házikertek fajtája.